# Cancro batterico
Il cancro batterico è una malattia delle piante che colpisce soprattutto le specie del genere Prunus. In Italia, infatti, sono maggiormente colpiti peschi, susini ed albicocchi.
Non è ben chiaro come si sviluppi ma è conosciuto anche nel resto dell'Europa, nel bacino del Mediterraneo, nell'America settentrionale e meridionale, in Sudafrica, in Australia, in Nuova Zelanda e in alcuni paesi asiatici.

## Sintomi
Il cancro si manifesta sia in primavera che in estate.
I sintomi della malattia possono rivelarsi diversamente in base alla stagione, alla dose batterica e alla resistenza della pianta stessa. I periodi in cui si possono maggiormente notare segnali della presenza patogena sono prima della raccolta (giugno/luglio) e durante la perdita del fogliame (settembre/ottobre).
Per quanto riguarda le foglie:
- susino : sulle foglie la batteriosi si manifesta con maculature angolari che portano poi l'intera foglia ad una colorazione scura, e che disseccano al termine di questo processo lasciando un piccolo foro circolare; l'apice della foglia si presenta spesso lacerato. Se l'attacco è molto forte si può assistere alla caduta prematura delle foglie di intere zone della pianta.[1]
- pesco: le foglie presentano maculature inizialmente idropiche poi sempre più scure, soprattutto sulla parte laminare. Queste aree ingialliscono facilmente e non si staccano quasi mai dal lembo. L'apice è lacerato ed in caso di attacco forte la caduta delle foglie è anticipata.[1]

I frutti presentano maculature rotondeggianti, asciutte, scure, leggermente depresse, e si presentano di dimensioni ridotte rispetto al prodotto sano, subendo quindi un deprezzamento sul mercato. 
Il batterio segna profondamente anche lo strato sotto la corteccia, rimossa la quale si osserva una colorazione rossastra; i tronchi infetti più vecchi possono essere anche di colore più scuro ma con profonde fratture caratteristiche.
Le piante attaccate da questo batterio possono perdere anticipatamente le foglie e non portare a maturazione frutti delle normali dimensioni, fino a perdere interi rami particolarmente colpiti ed alla morte dell'intera pianta.

## Prevenzione
Il cancro batterico si rivela particolarmente dannoso sul susino al quale provoca seri danni non solo alle foglie ma anche al frutto.
Si può cercare di prevenire la malattia scegliendo per la coltivazione di queste piante da frutto delle zone nelle quali non sia stata riscontrata la presenza del batterio nel passato su piante già presenti nell'area. La pericolosità dell'infezione è accentuata se trasmessa da una pianta infetta a un'altra sana.
Altri metodi per cercare di prevenire la comparsa e la diffusione della malattia sono:
- usare strumenti solo per quella specie di piante e non quelli già usati per la potature di altre
- liberarsi in modo corretto di rami o frutti infetti caduti a terra
- utilizzare prodotti rameici (bloccano la diffusione)